# Universal Prayer
Universal Prayer è un singolo del cantautore italiano Tiziano Ferro e della cantautrice britannica Jamelia, pubblicato il 23 luglio 2004 come unico estratto dalla raccolta Unity - The Official Athens 2004 Olympic Games Album.

## Descrizione
Prodotto dagli Stargate, Universal Prayer è stato composto in occasione dei Giochi Olimpici di Atene 2004, durante i quali è stato l'inno ufficiale.
La canzone viene in seguito inserita anche nella riedizione europea dell'album Thank You di Jamelia, uscita nel 2004.

## Tracce
Testi di Jamelia Davis e Tom Nichols, musiche di Tiziano Ferro, Mikkel Storleer e Tor Erik Hermansen.
CD promozionale (Europa), CD singolo (Europa), 12" (Italia)
1. Universal Prayer (Radio Version) – 4:07
2. Universal Prayer (Original Version) – 4:06
3. Universal Prayer (Blacksmith Club Remix) – 4:22

Download digitale
1. Universal Prayer – 4:06

## Classifiche

### Classifiche settimanali
| Classifica (2004) | Posizione massima |
| ----------------- | ----------------- |
| Austria           | 46                |
| Belgio (Vallonia) | 61                |
| Germania          | 52                |
| Italia            | 1                 |
| Paesi Bassi       | 69                |
| Svizzera          | 31                |

### Classifiche di fine anno
| Classifica (2004) | Posizione |
| ----------------- | --------- |
| Italia            | 13        |